# Lucas Bacmeister, o Velho
Lucas Bacmeister, o Velho (Lüneburg, 18 de Outubro de 1530 — Rostock, 9 de Julho de 1608) foi teólogo alemão e compositor de hinos. 

## Vida
Era filho do mestre em cervejaria de Lüneburg Johann Hans Bacmeister († 1548)  e de sua esposa Anna († 1556) natural de Lübbing. Em 1548, matriculou-se na Universidade de Wittenberg. Fugindo da peste, mudou-se, em 1552, para a corte de Cristiano III, da Dinamarca, onde foi tutor de seus filhos.
Em 1557, voltou para Wittenberg onde adquiriu seu diploma de Mestrado. Em 1558 foi adjunto da Faculdade de Filosofia, onde estudou Direito e Teologia. Em 1559 era pregador em Kolding. Por recomendação de Filipe Melanchthon foi para Rostock. Em 1562 ele assumiu o gabinete como Superintendente e também se tornou professor de Teologia. Em 1564 recebeu seu diploma de doutorado. Em 1574, envolveu-se numa Controvérsia com Johannes Saliger (1525-1577) em Lübeck.
Com a morte de sua primeira esposa Johanna Bording (1544-1584), Bacmeister casou em segundas núpcias com Katharina Beselin (1536–1593), viúva de Johannes Herverden († 1585). Lucas Bacmeister foi nomeado sete vezes reitor da Universidade de Rostock, nos anos 1564, 1567, 1573, 1579, 1585, 1597 e 1603.

## Obras
- Formae precationum piarum collectae ex scriptis Ph. Melanchthonis. Wittenberg 1559, 1560, 1588
- Von christlichen Bann, kurtzer und gründlicher Bericht aus Gottes Wort und aus Dr. M. Lutheri Schriften, durch die Diener der Kirche Christie zu Rostock zusammengetragen. Rostock 1565
- De modo concionandi. Rostock 1570, 1598
- Historia ecclesiarum Rostoch s. narratio de initio et progressu Lutheranismi Rostochio. (bei Westphalen Bd. I., Sp. 1553)
- Verschiedene Disputationen über biblisch theologische Fragen (so 1569 üb. sacerdotium u. sacrificium Christi nach d. Hebräerbrief) und einige bibelkundliche Arhh.; Hist. ecclesiae et Ministerii Rostochiensis. herausgegeben von E. J. von Westphalen. In: Monumenta inedita rerum Germanicarum praecipue Cimbricarum et Megalopolitensium. Bd. 1, Leipzig 1739, Sp.1553-1656.
- Rostocker Gesangbuch - 1577
- „Ach leue Her im höchsten thron“ - (hino) 1565